# حملة ثويني السعدون 1797
حملة ثويني السعدون 1797 هي حملة عسكرية قام بها الشيخ ثويني بن عبد الله السعدون أمير قبائل المنتفق العراقية، لصد الهجمات الوهابية ضد مدن وبوادي جنوب العراق العثماني وخصوصًا مراعي المنتفق. فبعد استفحال أمر الوهابيون بحيث شكلوا تهديدًا حقيقيًا لطريق الحج، مما دفع شريف مكة غالب بن مساعد أن يشرح للسلطان سليم الثالث الأوضاع المهلكة إن استمرت الأحوال على حالها، فطلب الباب العالي من والي بغداد الوزير سليمان باشا الكبير أن يقضي على الوهابيين لما يشكلونه من تهديد وخطر. غير أن الباشا كان قد بلغ من الكبر عتيا وأنهكته الشيخوخة، وكان غير راغب بذلك وبدأ بالمماطلة وساق العديد من الذرائع، وبالنهاية وبعد إلحاح الأستانة أسند تلك المهمة إلى الشيخ ثويني السعدون بعد أن أعاد إليه مشيخة المنتفق سنة 1796م، فاستغل ثويني تلك الفرصة وأعلن النفير العام، فاحتشدت عنده عربان المنتفق وأهل الزبير والبصرة، ثم أمد له الوالي بجيش التقى به في الجهرة. فتوجه ثويني بحملته جنوبًا نحو الأحساء، ولم يتوجه نحو الدرعية مباشرة كون الأحساء مركز تموين سهل للقوات. ومع هذا فإن حملة ثويني السعدون لم يقدر لها أن تحقق هدفها، لأنه لقي مصرعه على يد أحد عبيد بني خالد، قبل أن يقوم بأي عمل ناجح ضد القوات السعودية التي اتجهت صوب الأحساء. فاضطربت صفوف الحملة العراقية واضطرت إلى التراجع. فتعقبتها القوات السعودية وأخذت تطارد فلولها حتى حدود الكويت. واستولت على الكثير من معداتها ومدافعها وعتادها، وغنمت الكثير من الغنائم.

## الخلفية
تعرضت الدولة العثمانية لأزمات واضطرابات داخلية بعد حروبها مع الروس، مما زاد من ضعفها فتمكن المماليك في سنة 1749م من حكم العراق حكمًا شبه مستقل عن العثمانيين، وخلال تلك الفترة خرجت الدعوة الوهابية من مدينة الدرعية في نجد بقيادة محمد بن سعود (1744-1765م) فانتشرت في أنحاء نجد والإحساء، ولكنه كان حذرًا من مواجهة الدولة العثمانية. وبعد وفاته تولى الحكم ابنه عبد العزيز (1765-1803) الذي كان أكثر تمسكًا بالتعاليم الوهابية من أبيه وأكثر جرأة واندفاعا، فاستولى على الرياض سنة 1773م، وأتم سيطرته على نجد باستيلائه على حائل سنة 1787. وبعدها وجه قواته نحو ساحل الخليج العربي، وتحديدًا نحو الإحساء كونها غنية اقتصاديًا، فشن عليها عدد من الهجمات العسكرية من الفترة (1780-1795م) حتى أخضعها بالكامل. أما أراضي العراق العثماني فقد تعرضت مراعي صحراء السماوة وبادية الشام لهجمات قاسية من الوهابيين، وانتشر دعاتها في دواوين ومضايف عشائر الفرات ينشرون آرائهم ومعتقداتهم في أوساط العشائر والمدن.

### الحجاز والوهابيين
وفي الحجاز كانت العلاقات بين الوهابيين وأشراف الحجاز بين مد وجزر، وقد تضرر طريق الحج جراء غارات الوهابيين، فقل عدد الحجيج وتقلصت موارد الحج مما قلص بالتبعية موارد شريف مكة سرور بن مساعد (توفي 1788م) فكتب إلى الباب العالي سنة 1770م مبينًا خطرهم ومطالبًا بالتنكيل بهم وسحقهم. ولكن الحكومة العثمانية قالت بعد التحقيق بأن الأمر لا يعدو أكثر من مبالغة. وفي الحقيقة لم تهتم الدولة العثمانية بسيطرة آل سعود على نجد بسبب فقرها اقتصاديا وانعدام قيمتها الاستراتيجية، بل ولم تكترث كثيرًا عندما توسع الوهابيون نحو الإحساء، وتركت ولاة تلك البلاد يتدبرون أمورهم حسب العادات والتقاليد المعتادة في الغزو. وفي عهد الشريف «غالب بن مساعد» (1788-1807م) منع أتباع الدعوة الوهابية من أداء فريضة الحج وذلك سنة (1202هـ/1788م). وفي (1205هـ/1790م) قام بتجهيز حملة عسكرية تعدادها عشرة آلاف جندي مزودين بالذخيرة والعتاد، ويقودها أخيه «عبد العزيز بن مساعد» لمقاتلة آل سعود، ثم لحق الشريف غالب بالحملة ليوطد لنفسه مكاناً لدى السلطان العثماني، إلا أن الحملة لم تتمكن تحقيق أي هدف، فعادت إلى مكة تجر الخيبة. وبسبب منعهم من الحج قام عبد العزيز آل سعود بتوجيه غاراته نحو أطراف الحجاز والعراق.

### تدخل الدولة العثمانية
كثرت الشكاوي التي ترد الباب العالي حول توسع نطاق الحكم الوهابي، فقد استحوذ على نجد ومعظم الإحساء وبدأ بالتوسع شمالًا نحو جنوب العراق، فبعد خطاب الشريف غالب أرسل والي الشام أحمد باشا الجزار خطابًا بتاريخ 9 ربيع الآخر 1208هـ/ 1797م يحذر الباب العالي بخطورة الأوضاع. وبناءًا على ذلك اجتمع في اسطنبول مجلس مشورة ليتدارس أعضاؤه الموضوع، ولقلة حيلة المجلس فقد قرر تكليف سليمان باشا والي بغداد بدراسة المسألة على اعتبار أنه الأقرب إلى نجد ويجاورها. فقام الوالي بإرسال هيئة خاصة إلى نجد لدراسة الأوضاع وبعلم الأمير السعودي عبد العزيز بن محمد، فاكتشفت الهيئة بعد وصولها نجد أن قوة عبد العزيز في القمة، وأنه يأتيه في كل يوم وفود من اليمن وجهات أخرى تعلن له البيعة في نجد. فنقلت الهيئة الصورة إلى سليمان باشا والذي نقلها بدوره إلى الباب العالي، فتبين من نتائج التحقيقات أن المسألة بلغت حدًا لايمكن السكوت عنه.
أرسل الباب العالي إلى سليمان باشا طالبًا منه التدخل والسير إلى الدرعية لإنهاء ذلك الخطر لأنه الأقرب إلى تلك المنطقة، ولكن يبدو أن سليمان باشا كان غير راغب بالتدخل، وجرت مراسلات عديدة بينه وبين الباب العالي خلال سنوات (1210/1211هـ - 1795/1796م) لمقاتلة الوهابيين، وكان يعتذر ويتعلل بأعذار شتى، منها كبر سنه وأنه بلغ من العمر عتيًا، واعتذر أيضًا بعذر آخر وهو أنه مشغول بتقوية عاصمته بغداد وأطرافها ضد الخطر الوهابي، وليست لديه حاليًا القدرة على القيام بحملة في ذلك الاتجاه، إلا أنه كان يتابع الأمر جيدًا ويدرك بمدى قوة الوهابيين، وأنه لايمكنه أن ينهي الأمر بمفرده، لأن جيشه لا يمكنه الإنطلاق في الصحراء بسرعة.
في تلك اللحظة اغتنم الشيخ ثويني هذه الفرصة، وقد كان عند الباشا ضيفًا تحت الإقامة الجبرية بسبب تمرده عليه، فعرض على الوزير تطوعه لتأديب الوهابيين شرط إعادة مشيخة المنتفق إليه، فانصاع الوزير وولاه المشيخة وأعطاه خمسين ألف غرش ومئة ناقة ومئة فرس ومئة خلعة، فوزع الشيخ ثويني جميع ذلك قبل خروجه من بغداد.

## ثويني يقود الجيش
ما إن عاد ثويني إلى موطنه واسترد مشيخة المنتفق حتى أعلن النفير العام، فاحتشدت عنده قبائل المنتفق وأهل الزبير وأهل البصرة ونواحيهما، وجميع قبيلة الظفير. وقد قضى ثلاثة أشهر وهو يعبئ قواته تعبئة كاملة من السلاح والذخيرة، ثم سار بهم إلى مقاتلة الوهابيين، واشتبك مع بعضهم في بعض الأماكن اثناء الطريق فانتصر عليهم وغنم منهم نحو مئة ألف رأس من الأغنام، فبعث بها إلى البصرة فاستقبلها الناس بالفرح، وكانت النساءيزغردن، ثم ذبحت الأغنام ليتذوق الناس طعم اللحم بعد ان حرموا منه لمدة طويلة. ثم كتب بذلك إلى سليمان باشا ببغداد يخبره ويطلب منه النجدة، فبعث إليه الوزير جيشًا تحت قيادة «أحمد آغا بن العراقي»، فسار أحمد آغا بالجيش حتى التقى بالشيخ ثويني بالجهرة. وطلب من متسلم البصرة أن يسنده بالرماة والمدفعية، وفي نفس الوقت أرسل إلى «براك بن عبد المحسن السرداح» زعيم بني خالد يستحثه لاستنفار عشائره ليلتحق به في الجهرة، فأقبل إليه السرداح ومعه جميع بني خالد عدا عشائر المهاشير. وبقي الشيخ ثويني مخيمًا بالجهرة لثلاثة أشهر حتى تكاملت جيوشه، بعد أن تقاطرت الأرتال من الكويت والبحرين والزبير. وبعدها قسم جيشه بحيث يسير قسمًا منه بالسفن الكويتية إلى القطيف حاملا الذخائر والمؤن، وبرفقتهم ثلة من عرب عقيل من سكان الكرخ وما يزيد عن كتيبة واحدة من الجنود الأجيرة، في حين يزحف هو ببقية جيشه إلى الإحساء أولاً ليتجنب عبور الصحراء مع اقتراب فصل الصيف.
كان الجيش الوهابي قد تجمع تحت قيادة «محمد بن معيقل» في جرية، فلما علم بقدوم الشيخ ثويني نحوه بتلك الجيوش ساوره الخوف فارتحل بجيشه من جرية ونزل في أم ربيعة، وأرسل إلى الإمام عبد العزيز طالبًا منه المدد، فأمده بجيش تحت قيادة ابن أخيه «حسن بن مشاري بن سعود». أما الشيخ ثويني فقد نزل بماء «الطف» قريبًا من خصمه، ولم يشأ أن يستعجل الحرب حيث أعرض عن الوهابيين، ثم ارتحل بجيوشه من الطف وسار حتى نزل على «الشباك» وهو ماء معروف في ديار بني خالد، ولديه نية التوجه نحو الدرعية مما أثار قلق الدولة السعودية. فتحرك الأمير سعود بن عبد العزيز، ونزل (روضة التنهات) أياماً ثم تحوّل منها إلى «حفر العتش» حيث عسكر هناك لأكثر من شهر، كما أمر الإمام عبد العزيز بعض العشائر النجدية بالنزول بأهاليهم عند مصادر المياه في ديار بني خالد، والاستماتة عندها لمنع حملة ثويني من الاستفادة منها.

## مقتل ثويني السعدون وتفكك الحملة
عند انشغال الجيش بنصب الخيام في «الشباك» وهو ماء لبني خالد قريب من البحر يوم الأربعاء 28 حزيران/يونيو 1797م/ 4 محرم 1212هـ، انفرد الشيخ ثويني عن حاشيته، وأقرب خيمة له هي لمحمد العريعر، ففاجئه عبد مملوك لجبور بني خالد إسمه «طعيس» وبيده زانة فيها حربة خفيفة، فطعنه من خلفه بين كتفيه طعنة واحدة، أخرجت سنانها من الجهة الأخرى من جسمه، فمات ثويني على الفور، وقتل طعيس من ساعته. وقد حملت جثة الشيخ ثويني إلى خيمته، وأشاع رؤساء المنتفق أنه مصاب وجعلوا يطلبون له القهوة والتنباك إلى أن جعلوا أخاه ناصر أميرًا مكانه، وتم دفنه سرًا في جزيرة العماير في الإحساء. وتشير أغلب المصادر أن طعيس من المؤمنين بالفكر الوهابي، وجرى إعداده وتجنيده لهذه المهمة.
لما فشا أمر مقتل ثويني انسل براك السرداح ومعه بني خالد وانضم إلى جيش حسن بن مشاري، وقد كانت بينهما مكاتبات سابقة لأنه ندم على مسيره مع ثويني بعدما رأى إقباله على أولاد عريعر، فتأكد لديه أنه إذا تم للشيخ ثويني الاستيلاء على الإحساء فإنه سيؤثرهم عليه. فبدأ الاضطراب وانعدام النظام ينتشر في صفوف الحملة التي انقسمت إلى قطع صغيرة، فحاول ناصر أخو ثويني وبعض من معه الثبات ولكن الجميع قد تفرق عنه، وبدأت الحملة بالانسحاب شمالًا بدون رابط بعد تركها المدفعية وذخائرها، مما أتاح الفرصة لإبن مشاري وجيشه أن يغيرون على المعسكر ليلا ويقتلون كل من يقع في أيديهم من الأتراك والعرب، وتعقبوهم حتى أوصلوهم صفوان، والكثير من نجا من ابن سعود ربما قد مات في الصحراء من الجوع والعطش أو قتل على يد القبائل الموالية لابن سعود. فتمكن إبن مشاري من أن يغنم مغانم طائلة مثل: المدافع التي تركوها، وثلاثة آلاف من الإبل، وأكثر من مئة ألف من الغنم ولم يدركوا من الخيل إلا قليلًا.

## ما بعد فشل الحملة
كان وقع مقتل الشيخ ثويني السعدون كبيرًا في بغداد والباب العالي، ففي بغداد أحدث اغتياله فزعًا وقلقًا لأن الدولة اعتدمت على مهاراته في صد تقدم الوهابيين نحو العراق. وحاول ناصر بن عبد الله شقيق ثويني أن يلم شعث الجيش المنهزم، حيث رغب بإعادة الكرة على الوهابيين، إلا أن الوزير سليمان باشا صرف النظر عن تلك الفكرة، وأعاد مشيخة المنتفق إلى حمود الثامر بعدما أدرك فداحة ماحصل. وفي نجد كان لغياب ثويني فرصة عظيمة لأنه شكل خطرًا عليهم، فأعطى تفكك جيشه دفقة من المعنويات، لذلك هاجم الوهابيون أطراف المنتفق في رمضان 1212هـ/1797م وقصدوا قرية أم العباس القريبة من سوق الشيوخ فنهبوها، فتعقبهم حمود الثامر ولكنهم أفلتوا راجعين ديارهم. وقد جهز الوالي حملة أخرى بقيادة زوج ابنته «علي باشا الكهية» لغزو الإحساء سنة 1798م، وكان هدفها السيطرة على الإحساء تمهيدًا للزحف نحو الدرعية، إلا أن الحملة فشلت في مهمتها بعد إقرار سلام هش بين الطرفين.

## الملاحظات
1. ↑  كان ثويني السعدون شيخًا وحاكمًا على قبائل المنتفق إلى أن عزله سليمان باشا سنة 1203هـ/1788م بعد أن تواطئ مع متسلم البصرة وتمرد عليه.[14]
2. ↑  كان طعيس عبد من عبيد بني خالد ومن المؤمنين بالفكر الوهابي، وقد هرب إلى الدرعية مع جماعة من قومه، ثم غزا مع مناع أبو رجلين يريدون نهب بعض الإبل، فلقيهم في الطريق جماعة من الظفير فأخذوهم أسرى وأتوا بهم إلى معسكر ثويني. فلما وصل طعيس إلى جيش ثويني أخذ حربته، فجاء إلى ثويني وهو قاعد مع بعض رجاله فأنفذ فيه الحربة، فرد ثويني بسرعة بأن جرد سيفه وضرب به طعيسًا، ثم قام عليه الرجال فقتلوه، وبقي ثويني إلى نهاية العصر ثم مات.[22] واشتهر طعيس بالمثل القائل:«باع بيعة طعيس» لمن صمم على الأمر ولو كان فيه حتفه.[23][24]